# Kadmi Cohen
Kadmi Cohen, ur. jako Izaak Cohen (hebr. קדמי כהן, ur. 20 sierpnia 1892 w Łodzi, zm. w czerwcu 1944 w Gliwicach) – francuski pisarz syjonistyczny i prawnik, orędownik pansemityzmu, kapral Legii Cudzoziemskiej.

## Życiorys
Wychowywał się w Łodzi przy ul. Piotrkowskiej 109, lecz jego rodzice, współpracownicy Theodora Herzla, zainspirowani jego ideałami, wysłali syna do Palestyny, by ukończył naukę w Gimnazjum Herclija w Tel Awiwie. Po skończonej szkole średniej w 1910 wyjechał na studia prawnicze do Lozanny, a w 1914 przebywał w Genewie.
W związku ze swoją fascynacją Francją i rewolucją francuską, po wybuchu I wojny światowej i ogłoszeniem mobilizacji we Francji, udał się do Lyonu, gdzie zaciągnął się do Legii Cudzoziemskiej. We Francji zmienił imię Izaak na wywodzące się z mitologii greckiej imię Kadmi, oznaczające „doskonałość” lub nawiązujące do Kadmosa – założyciela Teb. Wstąpiwszy do Legii Cudzoziemskiej został żołnierzem 1. Pułku Zagranicznego, następnie zaś 27. Pułku Piechoty. 7 kwietnia 1918 został awansowany do stopnia kaprala.
Po wojnie wznowił studia prawnicze, uzyskując dyplom w 1920. 2 czerwca 1920 uzyskał francuskie obywatelstwo i pracował jako prawnik w Paryżu. W 1922 obronił pracę doktorską na Wydziale Prawa Uniwersytetu Paryskiego, pt. Introduction à l'histoire des institutions sociales et politiques chez les Sémites (pol. Wprowadzenie do dziejów instytucji społecznych i politycznych wśród Semitów).
W 1922 był inicjatorem i współorganizatorem Związku Młodych Prawników, broniącego interesu początkujących prawników, którzy ówcześnie odbywając staże nie otrzymywali za swoją pracę wynagrodzenia. Pełnił funkcję sekretarza generalnego stowarzyszenia. W latach 20. XX w. publikował na łamach Les Echos Parisiens i Mercure de France artykuły o tematyce prawnej, a także związanej z ruchem syjonistycznym i polityką bliskowschodnią. W 1929 opublikował esej Nomades, o duszy żydowskiej z przedmową Anatole de Monzie. W swojej publikacji wskazywał, że Żydzi nie powinni się asymilować, zachowując czystość etniczną.
W 1929 zaangażował się w organizację Komitetu ds. Pomnika Ochotników Żydowskich Poległych za Francję, którego celem było upamiętnienie Żydów uczestniczących w walkach po stronie Francji podczas I wojny światowej. Był także organizatorem i prezesem Stowarzyszenie Żydowskich Weteranów Ochotników 1914–1918. Publikował komunikaty dla Akademii Nauk Moralnych i Politycznych na temat polityki międzynarodowej Francji z punktu widzenia walki o wpływy z Imperium Brytyjskim. W 1930 opublikował książkę Państwo Izrael, na łamach której postulował pojednanie między Żydami i Arabami, postulując pansemityzm i utworzenie państwa hebrajsko-arabskiego. Naszkicowana przez niego mapa nowego kraju została wykorzystana w 1941 na antysemickiej wystawie Le Juif et la France. W 1932 opublikował nową książkę Zarys nowego syjonizmu, w której analizował kryzys syjonizmu.
Po rozpoczęciu II wojny światowej, w związku z antysemicką polityką III Rzeszy, wierzył, że zwycięstwo Niemiec pozwoli na utworzenie własnego państwa żydowskiego w Palestynie. 16 października 1941 został aresztowany przez policję francuską za rozpowszechnianie propagandy syjonistycznej. Został internowany w obozie w Drancy, gdzie przebywał do 14 grudnia 1941, kiedy to został przekazany władzom niemieckim i przeniesiony do obozu internowania Compiègne-Royallieu, gdzie wygłaszał wykłady na temat syjonizmu oraz ogłosił powstanie ruchu Massada, którego celem miało być powstanie suwerennego i neutralnego państwa żydowskiego. Został zwolniony z obozu 13 marca 1942 i zamieszkał w Puy-Guillaume, gdzie formułował swoje poglądy w postaci zapisków dotyczących możliwego stosunku Francji i Niemiec do państwa hebrajskiego, uwagi na temat roli i znaczenia Arabów w islamie, hebrajskiego ruchu narodowego, uważając, iż istnienie państwa żydowskiego powstrzymałoby asymilację Żydów oraz w sposób humanitarny rozwiązałoby kwestię żydowską. Swoje notatki przekazał ks. Josephowi Catry'emu i urzędnikowi Vichy André Lavagne’owi, którzy mieli przekazać pomysły Cohena Philippe Pétainowi, wskazując mu ścieżkę pozbycia się Żydów z Europy, tworząc dla nich osobne państwo. Choć pomysły Cohena spotkały się z zainteresowaniem marionetkowego rządu Vichy, to nie spotkały się z zainteresowaniem III Rzeszy.
6 lipca 1943 Kadmi Cohen został aresztowany przez Gestapo w hotelu Puy-Guillaume, w którym mieszkał. Aresztowanie było związane z publikacją jego wykładów, które głosił w obozie w Royallieu. Do 6 listopada 1943 był internowany w więzieniu w Moulins. 30 listopada 1943 został internowany w obozie Drancy. 27 marca 1944 został wywieziony do podobozu Auschwitz w Gliwicach (Gleiwitz I), gdzie zmarł w czerwcu 1944.

### Życie prywatne
Był synem Salomona Haima Cohena i Esther Joséphine z domu Mamlok oraz bratem inżyniera i członka francuskiego ruchu oporu, Elie Eleazara (ur. 1899 w Łodzi) i architektki Zofii. W 1934 poślubił francuską katoliczkę, Emilienne Jeanne Bodart, która dla niego przeszła na judaizm i przyjęła imię Ruth. Para miała troje dzieci: Oliviera (1936–2019), José Céline Steiner (ur. 1939) oraz pisarza Jeana-François Steinera (ur. 1938), męża Grit von Brauchitsch, wnuczki feldmarszałka III Reszy, Walthera von Brauchitscha.

## Publikacje
- Introduction à l’histoire des institutions sociales et politiques chez les Sémites: Marcel Giard 1922.
- Nomades. Essai sur l’âme juive, Alcan: Paryż 1929.
- L’abomination américaine, Flammarion: Paryż 1930.
- L'Ėtat d’Israël, KRAL: Paryż 1930.
- Considérations inactuelles sur le racisme, Mercure de France; nr 46; 1 lipca 1935.
- Apologie pour Israël par un juif; Mercure de France; nr 47; 1 maja 1936.
- Massada. Discours des Camps de Concentration, b.m. 1942.